# Vasco Futscher Pereira
Vasco Luís Caldeira Coelho Futscher Pereira GCC • GCIH (Lisboa, 1922 – Lisboa, 20 de agosto de 1984) foi um diplomata português.

## Biografia
Ocupou o cargo de Ministro dos Negócios Estrangeiros no VIII Governo Constitucional.
A 30 de Dezembro de 1978 foi agraciado com a Grã-Cruz da Ordem Militar de Nosso Senhor Jesus Cristo, a 22 de Dezembro de 1983 foi agraciado como Excelentíssimo Senhor Grã-Cruz da Real e Distinguida Ordem Espanhola de Carlos III de Espanha e a 3 de Agosto de 1985 foi agraciado a título póstumo com a Grã-Cruz da Ordem do Infante D. Henrique.
Diagnosticado com um tumor cerebral, Vasco Futscher Pereira faleceu a 20 de agosto de 1984, em Lisboa.
Foi pai de Bernardo Luís de Carvalho Futscher Pereira.

## Funções governamentais exercidas
- VIII Governo Constitucional
  - Ministro dos Negócios Estrangeiros